# Králíky zastávka
Králíky zastávka – przystanek kolejowy w Králíkach, w kraju pardubickim, w Czechach. Jest położony na 42 km linii 024 z Uścia nad Orlicą do Štít.
Obsługa podróżnych odbywa się w pociągu.

## Linie kolejowe
- 024 Ústí nad Orlicí - Štíty